# Philippe Livry-Level
Pour les articles homonymes, voir Livry-Level.
Philippe Livry-Level (Paris, 16 juin 1898 - Paris, 14 décembre 1960) est un résistant français, aviateur de la France libre, ancien député du Calvados.

## Biographie
Né à Paris dans une famille de riches industriels catholiques d'origine juive, Philippe Level (qui prendra les pseudonymes de « Lenoir », puis de « Livry » dans la Résistance et la France libre, d'où son nom de Philippe Livry-Level), est le fils de Jacques Level, ingénieur polytechnicien et officier d'artillerie, et de Marie Piquemal. Il est de la famille de Mgr Jules Level, d'Émile Level, d'André Level et de Brigitte Level.
Il s'engage en 1915 pour la durée de la guerre, qu'il termine comme sous-lieutenant, titulaire de la croix de guerre avec trois citations.
Après sa démobilisation, il entre au Crédit lyonnais, il intègre par la suite Pechiney. En 1919, il se signale en sauvant un homme de la noyade et reçoit à ce titre la médaille du sauvetage. Il est fait chevalier de la Légion d'honneur en 1932.

### La France libre
En 1939, le lieutenant de réserve Level, père de six enfants issus de son union avec Nicole Saillard du Boisberthe (fille du baron Olivier Saillard de Boisbertré et d'Anne Lepel-Cointet), qu'il a épousée en 1920, est exempt de mobilisation. Il tient pourtant à servir d'abord dans la ligne Maginot, puis sur le front de Reims à partir du 14 mai 1940. Régulièrement démobilisé, il entre dans la Résistance. En 1941, via l'Espagne, il rejoint Londres où il arrive le 10 juillet.
Il souhaite s'engager dans la RAF, car il possède depuis dix ans un brevet de pilote. On lui oppose son âge, car il a 43 ans, huit de plus que la limite maximum pour ce type d'engagement. Il se rajeunit de quinze ans... Au médecin anglais qui l'interroge et se montre sceptique sur son âge, Livry-Level déclare : « Vous savez... La vie à Paris... ». Il devient observateur breveté dans la RAF en avril 1942.
Affecté dans une escadrille du Coastal Command, il effectue 70 missions de guerre contre des navires ou des sous-marins. À l'issue de ce premier « tour d'opérations », il demande à en effectuer un second. En 1943, il est affecté dans une escadrille d'élite du Bomber Command, la « 161 », spécialisée notamment dans les atterrissages clandestins en France occupée. Comme navigateur du pilote Hugh Verity, sur bombardier de reconnaissance Hudson, le capitaine puis commandant Livry-Level assure l'acheminement en France ou en Angleterre de diverses personnalités, parmi lesquelles Claude Bouchinet-Serreulles, Henri Frenay, Emmanuel d'Astier de la Vigerie, Jean-Pierre Lévy, le général de Lattre de Tassigny, etc. Les missions qu'il effectue lui valent la Croix de la Libération et la DFC. Il vole aussi à bord d'Halifax.
Volontaire pour un troisième tour d'opérations, il rejoint une escadrille de Mosquitos, où s'illustre le célèbre Percy Charles Pickard (en) et aussi en 1943 en participant à des raids éclairs contre des sites de lancement de V1. Son appareil est à plusieurs reprises touché lors de ces opérations (Un moteur sur deux en flammes, canalisations hydrauliques du train d'atterrissage rompus donc atterrissage sur le ventre). des bruits couraient qu'ils utilisaient pour ces raids en France des cartes à l'échelle d'un inch à un mile (2,5 cm à 1 609 m) afin d'être extrêmement précis dans ces vols à haut risque qu'il affectionnait particulièrement !

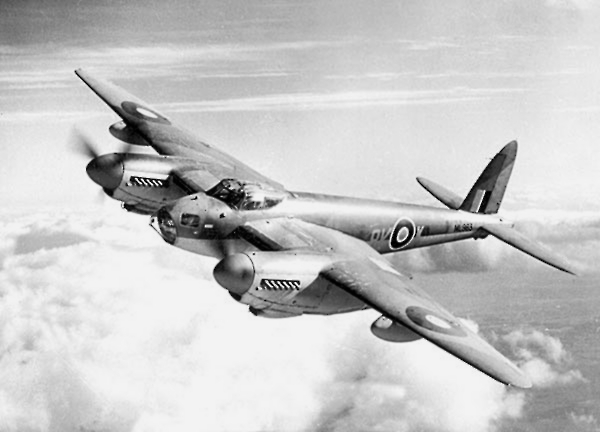
Le Mosquito B. Mk XVI.

### L'opérationJéricho
Parmi les nombreuses opérations auxquelles il participe, le bombardement de la prison d'Amiens constitue une des plus exceptionnelles. Environ 120 résistants promis à l'exécution sont enfermés dans cette prison, ainsi que près de 523 détenus de droit commun. Un groupe de résistants, dont le chef est Dominique Ponchardier demande à la RAF d'intervenir et fournit tous les renseignements nécessaires. En dépit de la précision du bombardement, effectué le 18 février 1944, l'opération fait 85 morts et plus de 90 blessés parmi les prisonniers, le personnel pénitentiaire et la garnison allemande, mais elle permet à la plupart des détenus — résistants et autres — de s'échapper. Il vole alors comme navigateur dans un Mosquito.
Le Wing-Commander Pickard y trouve la mort, son Mosquito étant abattu par la chasse allemande.
En mars 1945, le lieutenant-colonel Philippe Livry-Level, qui « totalise 750 heures de vol de guerre, est retiré, contre son gré du théâtre d'opérations ».

### Député du Calvados
À son retour en France, Livry-Level retrouve son château et son domaine agricole d'Audrieu. En 1945, il est élu maire du village d'Audrieu et conseiller général du canton de Tilly-sur-Seulles. En 1946, il est élu député du Calvados sur la liste du MRP. À la Chambre des députés, il intervient à diverses reprises sur le statut d'Air France, et, le 25 avril 1950, dépose un projet de résolution permettant la mise en liberté surveillée du maréchal Pétain. L'année suivante, il abandonne le MRP pour le RPF, mais, en raison de désaccords pour la position de tête de liste RPF dans le Calvados aux élections législatives de 1951, qui revient à Raymond Triboulet, il se présente finalement comme second sur la liste de l'Union des indépendants, des paysans et des républicains nationaux, conduite par Joseph Laniel. Seul ce dernier est élu.
Philippe Livry-Level abandonne alors son mandat de conseiller général, mais reste maire d'Audrieu jusqu'à sa mort en 1960.
Il est le père de Gérard (héritier du château d'Audrieu et époux d'Irène de Solages, petite-fille de Jérôme Ludovic de Solages et de Gaston Goüin), de Monique (épouse Corblet de Fallerans), de Solange (épouse de Robert Delacour, conseiller maître à la Cour des comptes, maire de Saint-Gabriel-Brécy), d'Antoinette (épouse de François Roux Joffrenot de Montlebert).

## Décorations
- Grand-croix de la Légion d'honneur
- Compagnon de la Libération  (décret du 10 décembre 1943)
- Croix de guerre 1914–1918  (3 citations)
- Croix de guerre 1939–1945  (11 citations)
- Médaille de la Résistance française avec rosette
- Médaille du sauvetage (1919)
- Ordre du Service distingué  (GB)
- Distinguished Flying Cross (Royaume-Uni) and bar (GB)
- Distinguished Flying Cross (États-Unis) (États-Unis)
- Croix de guerre norvégienne